# Ouratea
Genre
Classification phylogénétique
Synonymes
- Camptouratea Tiegh.
- Gomphia Schreb.
- Idertia Farron
- Kaieteurea Dwyer
- Kaieteuria Dwyer
- Rhabdophyllum Tiegh.[réf. nécessaire]

- Ouratella Tiegh.
- Stenouratea Tiegh.[2]

Ouratea est un genre de plantes à fleurs de la famille des Ochnaceae. Ce sont des arbres et des arbustes originaires d'Amérique et d'Afrique Tropicale. L'espèce type est Ouratea guianensis Aubl.
Ce nom de genre a fait l'objet de discussions taxonomiques.

## Diagnose

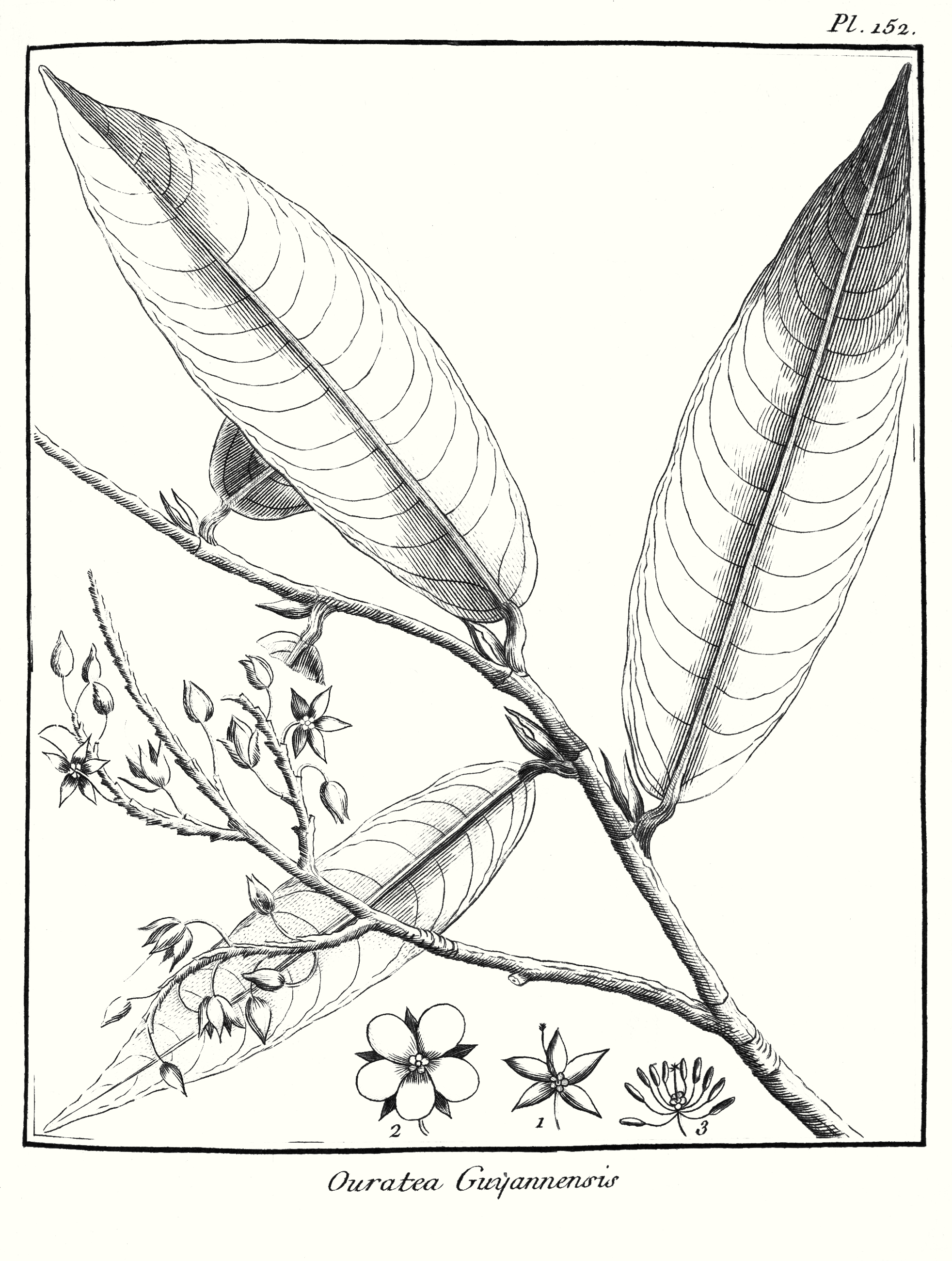
Ouratea guianensis : Planche 152 accompagnant la description du genre Ouratea par Aublet (1775)
Planche 152. - 1. Calice. Ovaire. Style. Stigmate. - 2. Corolle épanouie. Ovaire. - 3. Piſtil. Étamines.

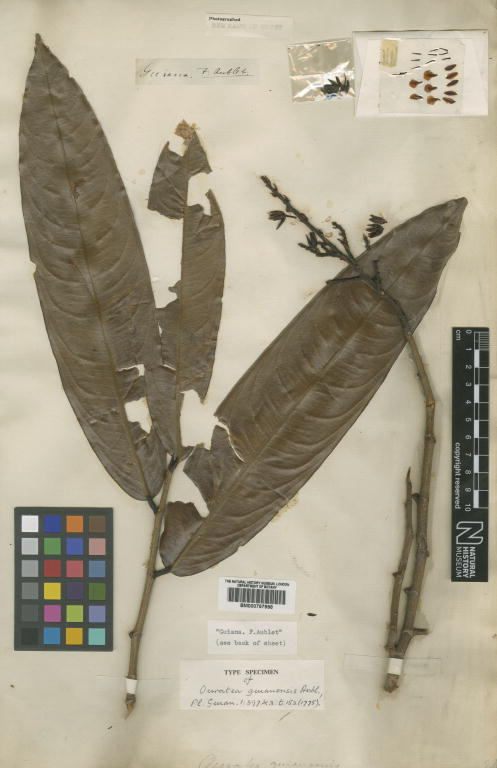
échantillon type d’Ouratea guianensis, espèce type du genre Ouratea, collecté par Fusée-Aublet en Guyane

En 1775, le botaniste Aublet propose la diagnose suivante : 
« OURATEA. (Tabula 152.)
CAL. Perianthium pentaphyllum, foliolis ovatis, acutis.
COR. Petala quinque, ſubrotunda, receptaculo piſtilli inſerta.
STAM. Filamenta decem. Antheræ oblongæ, in cylindrum coalite. 
PIST. Germen minimum, quinquangulare. Stylus longus, ſetaceus, tubum ancherarum perforans. Stigmata quinque, acuta, minima. 
PER. . . . 

SEM. . . . »
— Fusée-Aublet, 1775.

## Espèces
Le genre Ouratea compterait une quinzaine d'espèces.[réf. nécessaire]
- Ouratea amplectens
- Ouratea boliviana Van Tieghe
- Ouratea brevicalyx Maguire & Steyerm
- Ouratea cocleensis
- Ouratea confertiflora (Pohl) Engl.
- Ouratea elegans
- Ouratea gigantophylla (Erhard) Engl.
- Ouratea insulae
- Ouratea jamaicensis
- Ouratea megaphylla Sastre
- Ouratea patelliformis
- Ouratea quintasii
- Ouratea schusteri
- Ouratea superba Engl.
- Ouratea tumacoensis
- Ouratea wallnoeferiana Sastre

On compterait plus de 230 espèces selon World Flora Online (WFO) (27 décembre 2021) :
- Ouratea acicularis R.G. Chacon & Kik. Yamam.
- Ouratea acuminata (DC.) Engl.
- Ouratea acuta Tiegh.
- Ouratea affinis (Hook.f.) Engl.
- Ouratea alaternifolia (A.Rich.) Engl.
- Ouratea amplifolia Sleumer
- Ouratea andongensis (Hiern) Exell
- Ouratea angulata Tiegh.
- Ouratea apurensis Sastre
- Ouratea aquatica (Kunth) Engl.
- Ouratea arbobrevicalyx Sastre
- Ouratea arnoldiana De Wild. & T.Durand
- Ouratea aromatica J.F. Macbr.
- Ouratea articulata Sastre
- Ouratea asisae Maguire & Steyerm.
- Ouratea attenuata Tiegh.
- Ouratea bahiensis Sastre
- Ouratea bipartita Sastre
- Ouratea blanchetiana Engl.
- Ouratea boliviana Tiegh.
- Ouratea bracteata Engl.
- Ouratea bracteolata Gilg
- Ouratea brevicalyx Maguire & Steyerm.
- Ouratea brevipedicellata Maguire & Steyerm.
- Ouratea brevipes (Tiegh.) Sastre
- Ouratea calantha Gilg
- Ouratea calophylla (Hook.f.) Engl.
- Ouratea calophylloides Hutch. & Dalziel
- Ouratea candollei (Planch.) Tiegh.
- Ouratea caracasana (Planch.) Engl.
- Ouratea cardiosperma (DC.) Engl.
- Ouratea castaneifolia (DC.) Engl.
- Ouratea cataractarum Standl.
- Ouratea caudata Engl.
- Ouratea cerebroidea Sastre
- Ouratea cernuiflora Sandwith
- Ouratea chaffanjonii (Tiegh.) Sastre
- Ouratea chrysopetala E. Ule
- Ouratea cidiana Sastre
- Ouratea cinnamomea Wawra
- Ouratea claessensii De Wild.
- Ouratea clarkii Sastre
- Ouratea claudei Salvador, E.P. Santos & Cervi
- Ouratea coccinea Engl.
- Ouratea conduplicata Engl.
- Ouratea confertiflora Engl.
- Ouratea crassa Tiegh.
- Ouratea crassifolia Engl.
- Ouratea crassinervia Engl.
- Ouratea croizatii Maguire & Steyerm.
- Ouratea culminicola Maguire & Steyerm.
- Ouratea curvata (A. St.-Hil.) Engl. ex Dwyer
- Ouratea cuspidata Tiegh.
- Ouratea darienensis Whitef.
- Ouratea davidsei Sastre
- Ouratea decagyna Maguire
- Ouratea deccrescens (Tiegh.) A. Chev.
- Ouratea deminuta Maguire & Steyerm.
- Ouratea denudata Tiegh.
- Ouratea discophora Ducke
- Ouratea duckei Huber
- Ouratea duidae Steyerm.
- Ouratea dusenii Gilg
- Ouratea dybovskii (Tiegh.) Aké Assi
- Ouratea elegans Urb.
- Ouratea elliptica (A. Rich.) M. Gómez
- Ouratea engleri Tiegh.
- Ouratea erecta Sastre
- Ouratea evoluta Maguire & Steyerm.
- Ouratea excavata (Tiegh.) A.Chev.
- Ouratea fasciculata Maguire & Steyerm.
- Ouratea ferruginea Engl.
- Ouratea fieldingiana Engl.
- Ouratea finlayi (Tiegh.) Urb.
- Ouratea flexipedicellata Dwyer
- Ouratea flexuosa Rusby
- Ouratea floribunda Engl.
- Ouratea francinae Sastre
- Ouratea frontium Sleumer
- Ouratea fusiformis Sastre
- Ouratea garcinioides E. Ule
- Ouratea gigantophylla (Erhard) Engl.
- Ouratea gillyana (Dwyer) Sandwith & Maguire
- Ouratea glaucescens Engl.
- Ouratea globosa Engl.
- Ouratea grandiflora (DC.) Engl.
- Ouratea grosourdyi (Tiegh.) Steyerm.
- Ouratea guaiquinimensis Sastre
- Ouratea guianensis Aubl.
- Ouratea guildingii (Planch.) Urb.
- Ouratea guriensis Sastre
- Ouratea hassleriana Chodat
- Ouratea hatschbachii K.Yamam.
- Ouratea heterobracteata Sastre
- Ouratea hexasperma (A. St.-Hil.) Baill.
- Ouratea hilaireana Tiegh.
- Ouratea huberi Maguire & Steyerm.
- Ouratea humilis Engl.
- Ouratea impressa (Tiegh.) Lemée
- Ouratea insulae L.Riley
- Ouratea inundata Engl.
- Ouratea iquitosensis J.F. Macbr.
- Ouratea jaliscensis McVaugh
- Ouratea jamaicensis (Planch.) Urb.
- Ouratea jefensis Whitef.
- Ouratea jurgensenii (Planch.) Engl.
- Ouratea kanukuensis Sastre
- Ouratea knappiae Whitef.
- Ouratea laevis De Wild. & T.Durand
- Ouratea lajaensis Sastre
- Ouratea lanceolata (Pohl) Engl.
- Ouratea larae Sastre
- Ouratea latifolia (Erhard) Tiegh.
- Ouratea laurifolia (Sw.) Engl.
- Ouratea laxiflora De Wild. & T.Durand
- Ouratea leblondii (Tiegh.) Lemée
- Ouratea lecomtei Tiegh.
- Ouratea leroyana (Tiegh.) Keay
- Ouratea liesneri Sastre
- Ouratea littoralis Urb.
- Ouratea longifolia (Lam.) Engl.
- Ouratea longistyla Maguire & Steyerm.
- Ouratea lucens (Kunth) Engl.
- Ouratea lundensis Cavaco
- Ouratea maasorum Sastre
- Ouratea macrocarpa Sastre
- Ouratea maguirei Sastre
- Ouratea maigualidae Sastre
- Ouratea marahuacensis Maguire & Steyerm.
- Ouratea mazaruniensis A.C. Sm. & Dwyer
- Ouratea medinae Maguire & Steyerm.
- Ouratea melinonii (Tiegh.) Lemée
- Ouratea membranacea (Triana & Planch.) Engl.
- Ouratea mexicana (Bonpl.) Engl.
- Ouratea microdonta Engl.
- Ouratea multibracteata Steyerm. ex Sastre
- Ouratea multiflora Engl.
- Ouratea nana (A. St.-Hil.) Engl.
- Ouratea nervosa Engl.
- Ouratea nitida (Sw.) Engl.
- Ouratea oblita L. Riley
- Ouratea oblongifolia Rusby
- Ouratea obovata Sastre
- Ouratea occultinervis Sastre
- Ouratea oleosa J.F. Macbr.
- Ouratea oligantha Steyerm. ex Sastre
- Ouratea oliveriana Gilg
- Ouratea oliviformis (A. St.-Hil.) Engl.
- Ouratea opaca Engl.
- Ouratea orbignyana (Tiegh.) Liesner
- Ouratea orisina Sastre
- Ouratea ornata Maguire & Steyerm.
- Ouratea osaensis Whitef.
- Ouratea ovalis Engl.
- Ouratea papillata Maguire & Steyerm.
- Ouratea papulosa Sastre
- Ouratea paraguayensis Hassl. ex Sastre & Offroy
- Ouratea paratatei Sastre
- Ouratea paruensis Maguire & Steyerm.
- Ouratea parviflora Engl.
- Ouratea parvifolia Engl.
- Ouratea pastazana Sastre & Offroy
- Ouratea patens Engl.
- Ouratea pendula Poepp. ex Engl.
- Ouratea pendulosepala Sastre
- Ouratea phaeophylla Sleumer
- Ouratea pisiformis Engl.
- Ouratea platicaulis Sastre
- Ouratea poeppigii Tiegh.
- Ouratea polyantha (Triana & Planch.) Engl.
- Ouratea polygyna Engl.
- Ouratea prominens Dwyer
- Ouratea pseudoguildingii Sastre
- Ouratea pseudotatei Maguire & Steyerm.
- Ouratea ptaritepuiensis Steyerm.
- Ouratea pulchella (Planch.) Engl.
- Ouratea pulchrifolia Ducke
- Ouratea pulverulenta Sastre
- Ouratea purdieana Tiegh.
- Ouratea racemiformis Ule
- Ouratea ramiflora Sastre
- Ouratea ramosissima Maguire & Steyerm.
- Ouratea revoluta (C. Wright ex Griseb.) Engl.
- Ouratea riedeliana Engl.
- Ouratea rigida Engl.
- Ouratea rinconensis Whitef.
- Ouratea riparia Sleumer
- Ouratea roraimae Engl.
- Ouratea rorida Sastre
- Ouratea rotundifolia Engl.
- Ouratea rotundipetala Maguire & Steyerm.
- Ouratea rupununiensis Klotzsch ex Engl.
- Ouratea saldariagae Sastre
- Ouratea salicifolia Engl.
- Ouratea sastrei Zarucchi
- Ouratea schomburgkii (Planch.) Engl.
- Ouratea scottii Sastre
- Ouratea sculpta (Tiegh.) Sastre
- Ouratea sellowii Engl.
- Ouratea semiserrata (Mart. & Nees) Engl.
- Ouratea simulans S. Moore
- Ouratea sipapoensis Maguire & Steyerm.
- Ouratea soderstromii Sastre
- Ouratea spectabilis (Mart. ex Engl.) Engl.
- Ouratea spiciformis (Tiegh.) A. Chev.
- Ouratea spruceana Engl.
- Ouratea squamata Sastre
- Ouratea staudtii (Tiegh.) Keay
- Ouratea stenobasis Whitef.
- Ouratea steyermarkii Sastre
- Ouratea stipulata (Vell.) Sastre
- Ouratea striata (Tiegh.) Urb.
- Ouratea suaveolens Engl.
- Ouratea subamplexicaulis Maguire & Steyerm.
- Ouratea subscandens Engl.
- Ouratea sulcata (Tiegh.) Keay
- Ouratea sulcatinervia Whitef.
- Ouratea superba Engl.
- Ouratea tarapotensis J.F. Macbr.
- Ouratea tatei Gleason
- Ouratea tenuifolia Engl.
- Ouratea theophrasta (Planch.) Baill.
- Ouratea thyrsoidea Engl.
- Ouratea timehriensis Sastre
- Ouratea tristis Whitef.
- Ouratea trollii Sleumer
- Ouratea vaccinioides Engl.
- Ouratea valerioi Standl.
- Ouratea venulata (Tiegh.) Sastre
- Ouratea verruculosa Engl.
- Ouratea vieirae Sastre
- Ouratea wallnoeferiana Sastre
- Ouratea weberbaueri Sleumer
- Ouratea welwitschii (Tiegh.) Exell
- Ouratea werdermannii Sleumer
- Ouratea williamsii J.F. Macbr.
- Ouratea yapacana Sastre